# 呂調陽 (嘉靖進士)
吕调阳（1516年—1580年），字和卿，号豫所，廣西桂林中衛軍籍臨桂縣人，祖籍湖北大冶縣茅潭港吕家村（今属陈贵镇）。明朝政治人物，嘉靖戊戌榜眼，累官至礼部尚书兼文渊阁大学士，卒赠太保，谥文简。

## 生平
嘉靖十三年（1634年）甲午科廣西鄉試第二十二名舉人，嘉靖二十九年（1550年）庚戌科第一甲第二名進士。授翰林院编修，四十二年稍迁国子监祭酒，四十四年擢春坊谕德。
隆庆改元，遷南京国子监祭酒，改北国子监祭酒，同年冬升南京礼部右侍郎，二年改北礼部侍郎，侍讲读。三年改吏部，尋以吏部左侍郎兼翰林院学士，掌詹事府事。
神宗即位，隆慶六年（1572）六月，以礼部尚书兼文渊阁大学士（正五品），进入内阁。万历元年加太子太保，二年修《穆宗实录》成，进少保，加武英殿大学士。五年进少傅兼太子太保、吏部尚書、建極殿大学士，六年（1578）七月，乞骸骨致仕。萬曆八年（1580年）卒，年六十四。諡文簡。

## 著作
呂調陽著作不多，除与张居正合编《帝鑑圖說》，纂修實錄等，僅見《佛塔寺碑》、《全州建库楼记》、《勘定古田序》、《奉国中尉约畲墓志铭》等文。其“为诗若文，古雅醇厚，不事模拟”，然未见流传。

## 墓葬
首輔張居正作墓志銘，次辅张四维书碑。其碑已出土，刻于万历九年，现藏桂林市桂海碑林博物馆。

## 家族
曾祖呂鑑；祖父呂綱；父呂璋，曾任徐聞知縣。母張氏。生二子，長應陽，早卒。元配朱氏，继配张氏，累封一品夫人。生四子：長子吕兴周，万历五年进士。次興齊，舉人；次興文、興武。